# Gerhard Otto Christoph Janus
Gerhard Otto Christoph Janus (* 9. Januar 1741 in Blersum, Ostfriesland; † 14. April 1805 in Asel, Ostfriesland) war ein deutscher lutherischer Pfarrer.  Sein Vater Heinrich Anton Janus stammte aus einer Weberfamilie in Tangermünde (Altmark) und war ebenfalls Pfarrer. Dieser wirkte in Bleersum (1725–1757) und in Stedesdorf.  Seine Mutter war Catharina, geb. Grell.
Janus studierte von 1766 bis 1768 Theologie an der Universität Halle. Für die Zeit unmittelbar danach wird vermutet, dass er in Jever im Schuldienst gestanden hat.
Am 3. März 1772 wurde Janus Pastor der Inselkirche auf der Nordseeinsel Juist. Dort heiratete er am 27. September 1781 Elisabeth Oltmanns aus Esens. Aus dieser Ehe gingen vier Kinder hervor.
Seine Petition an den preußischen König Friedrich den Großen, in der er den Seebad-Gedanken anregte, gilt heute als das älteste bekannte historische Dokument der deutschen Seebädergeschichte. Er gilt daher als Vater des deutschen Seebädergedankens.
Hintergrund war Janus’ Versuch, den Insulanern, die überwiegend vom Fischfang lebten, ein besseres und geregelteres Einkommen zu ermöglichen. Im 18. Jahrhundert kam er mit seinem Ansinnen jedoch noch etwas zu früh, um auf offene Ohren zu stoßen. Zu jener Zeit galt das Meer als „gefräßig“ und demzufolge als gefährlich und Furcht einflößend.
Nicht zuletzt war es die Kirche, die aus der Heiligen Schrift vom Propheten Jona berichtete, ihn habe ein großer Fisch (Wal) verschluckt. Ein Übriges hatten die Seefahrer- und Fischerlegenden bewirkt, die von Seeungeheuern wie beispielsweise riesenhaften Kraken berichteten. Erst der Philosoph und Physiker Georg Christoph Lichtenberg aus Göttingen und der Arzt Christoph Wilhelm Hufeland aus Berlin schafften es, den Deutschen die Angst vor dem Baden im Meer zu nehmen.
Das historische Dokument aus dem Jahr 1783, in dem Inselpastor Janus die Einrichtung einer Seebadeanstalt auf der Insel Juist anregte und die der Gesundheit förderliche Nordseeluft beschrieb, macht deutlich, dass sich Janus des Potenzials der Ostfriesischen Inseln durchaus bewusst war. Er sah eine mögliche Entwicklung zu einem Badetourismus voraus. Allerdings blieb seine Petition unbeantwortet. Die Juister selbst wagten dem Vorschlag ihres Pastors erst 1840 mit der Einrichtung eines Seebades zu folgen, nachdem dies auf der Nachbarinsel Norderney bereits 1797 vollzogen worden war.
Nach 16-jähriger Tätigkeit auf Juist wechselte Janus 1789 nach Asel (Ostfriesland) und blieb dort bis zu seinem Tod 1805.